# Dicionário Norstedts de pronúncia da língua sueca
O Dicionário Norstedts de pronúncia da língua sueca (em sueco:  Norstedts svenska uttalslexikon) é um dicionário de pronúncia da língua sueca, redigido por Per Hedelin, e editado em 1997 pela editora sueca Norstedts. Contém 145 000 palavras, indicando a pronúncia, categoria gramatical, declinação ou conjugação, e eventuais explicações semânticas. Usa o alfabeto fonético internacional API.

## Exemplos
- Fritz s ['frits] ☼ mansnamn; släktnamn (Isto é, "Fritz substantivo ['frits] ☼ nome de homem; nome de família")
- Ale s ['ɑːlə] ☼ kommun i Älvsborgs län (Isto é, "Ale substantivo ['ɑːlə] ☼ comuna do condado de Älvsborg")
- fisk s ['fisk] ☼ -en; pl. fiskar ['fiskar], fiskarna ['fiskaɳa] ☼ götamål har fesk (Isto é, "peixe, fisk substantivo ['fisk] ☼ -en; plural fiskar ['fiskar], fiskarna ['fiskaɳa] ☼ no dialeto da Gotalândia fesk")
- äta verb ['ɛːta] ☼ äter ['ɛːtər], åt ['o:t], ätit (Isto é, "comer, äta verb ['ɛːta] ☼ como, äter ['ɛːtər], comi, comia åt ['o:t], comido ätit)